# Liste der Kulturdenkmale in Högersdorf
In der Liste der Kulturdenkmale in Högersdorf sind alle Kulturdenkmale der schleswig-holsteinischen Gemeinde Högersdorf (Kreis Segeberg) und ihrer Ortsteile aufgelistet (Stand: 10. März 2025).

## Legende
In den Spalten befinden sich folgende Informationen:
- Objekt-ID: die Nummer des Kulturdenkmales
- Lage: die Adresse des Kulturdenkmales und die geographischen Koordinaten. Kartenansicht, um Koordinaten zu setzen. In der Kartenansicht sind Kulturdenkmale ohne Koordinaten mit einem roten Marker dargestellt und können in der Karte gesetzt werden. Kulturdenkmale ohne Bild sind mit einem blauen Marker gekennzeichnet, Kulturdenkmale mit Bild mit einem grünen Marker.
- Offizielle Bezeichnung: Bezeichnung des Kulturdenkmales
- Beschreibung: die Beschreibung des Kulturdenkmales
- Bild: ein Bild des Kulturdenkmales

## Bauliche Anlagen
| Objekt-ID      | Lage                                   | Offizielle Bezeichnung        | Beschreibung | Bild            |
| -------------- | -------------------------------------- | ----------------------------- | --- | --------------- |
| 33622 Wikidata | B 432 (53° 55′ 47″ N, 10° 16′ 53″ O)   | Brücke über die Trave (B 432) | Alteintragung (Aktualisierung vorgesehen) - Begründung: geschichtlich, technisch - Schutzumfang: Alteintragung (Aktualisierung vorgesehen) - Denkmaltyp: Bauliche Anlage        | Fotos hochladen |
| 7305 Wikidata  | Lütt Eck (53° 55′ 7″ N, 10° 16′ 17″ O) | Meilenstein                   | Alteintragung (Aktualisierung vorgesehen) - Begründung: geschichtlich, wissenschaftlich, Kulturlandschaft prägend - Schutzumfang: gesamtes Objekt - Denkmaltyp: Bauliche Anlage | Fotos hochladen |

## Quelle
- Liste der Kulturdenkmale in Schleswig-Holstein – Kreis Segeberg

- Karte mit allen Koordinaten:
- OSM |
- WikiMap